# Broomball

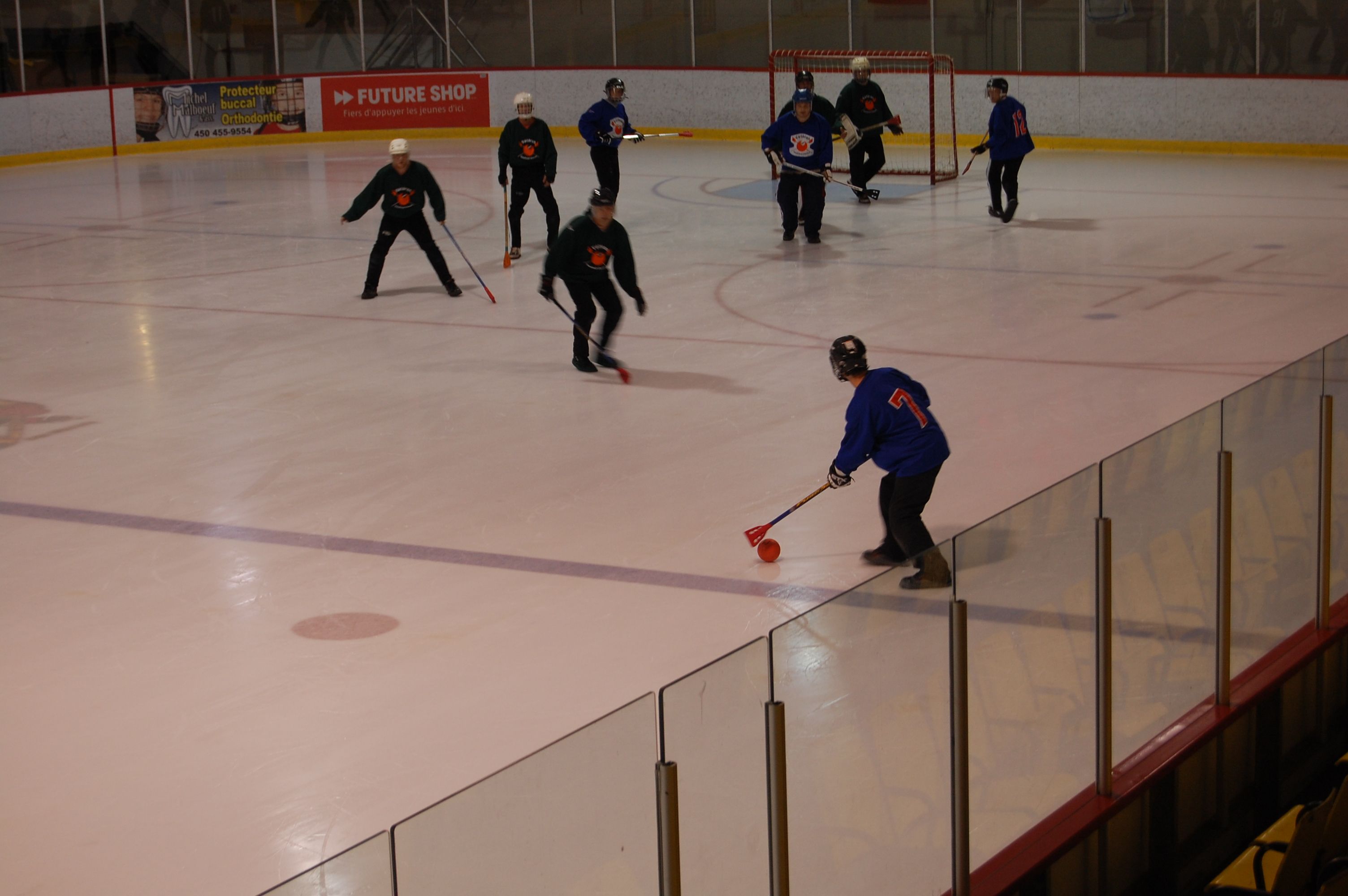
Partido de broomball.

El broomball (pronunciado «brúmbol» en España y «brumbol» en Hispanoamérica) es un popular deporte sobre hielo originario de Canadá y jugado en diversas partes del mundo, principalmente en el Norte de Estados Unidos, Australia y Japón. Se juega en una cancha de hockey sobre hielo, ya sea en un pabellón o al aire libre, dependiendo del lugar y de las condiciones climáticas. El broomball es muy popular en la provincia canadiense de Manitoba; Saint-Claude es considerada la capital mundial este deporte. 
En un partido de broomball se enfrentan dos equipos, cada uno de ellos de seis jugadores: portero y cinco jugadores de campo.  El objetivo del juego es conseguir marcar más goles que el oponente. Los goles se consiguen golpeando la bola de plástico hasta conseguir introducirla en la portería contraria usando una escoba sin cerdas llamada "broom" (escoba, en inglés). 
El broom o la escoba puede ser de madera o aluminio y posee una cabeza triangular de plástico encauchado similar a la de una escoba normal. Los jugadores calzan zapatillas de suela de goma en lugar de patines de hielo, y el hielo es preparado de una forma que es suave y seco para mejorar la tracción. Las tácticas y formas de jugar son similares a aquellas usadas en deportes como el hockey sobre hielo, el roller hockey y el floorball.

## Galería

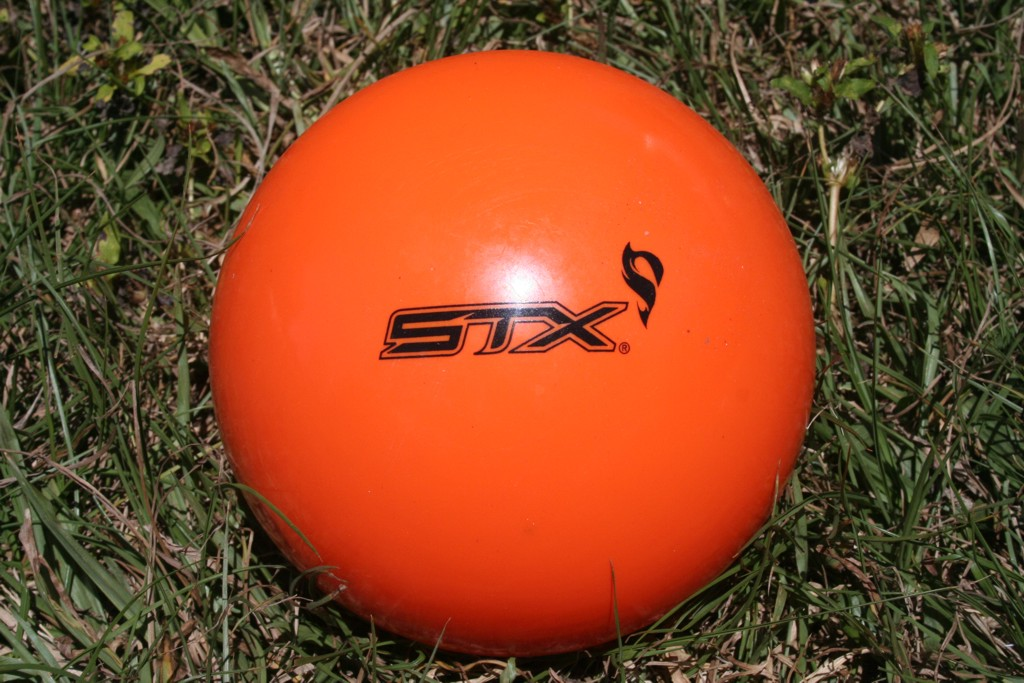
Pelota de broomball.
Cancha ('rink') de Hockey.
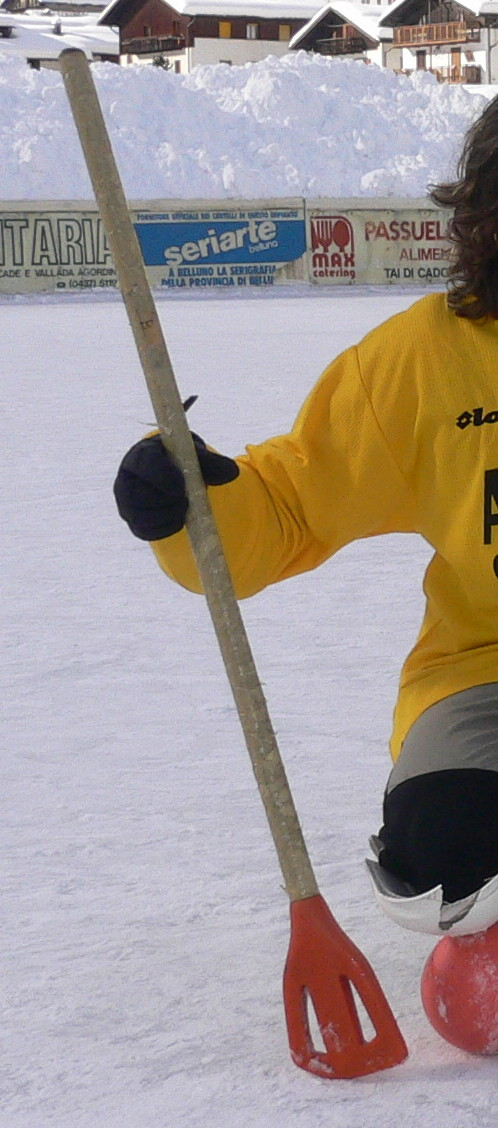
Broom de broomball.
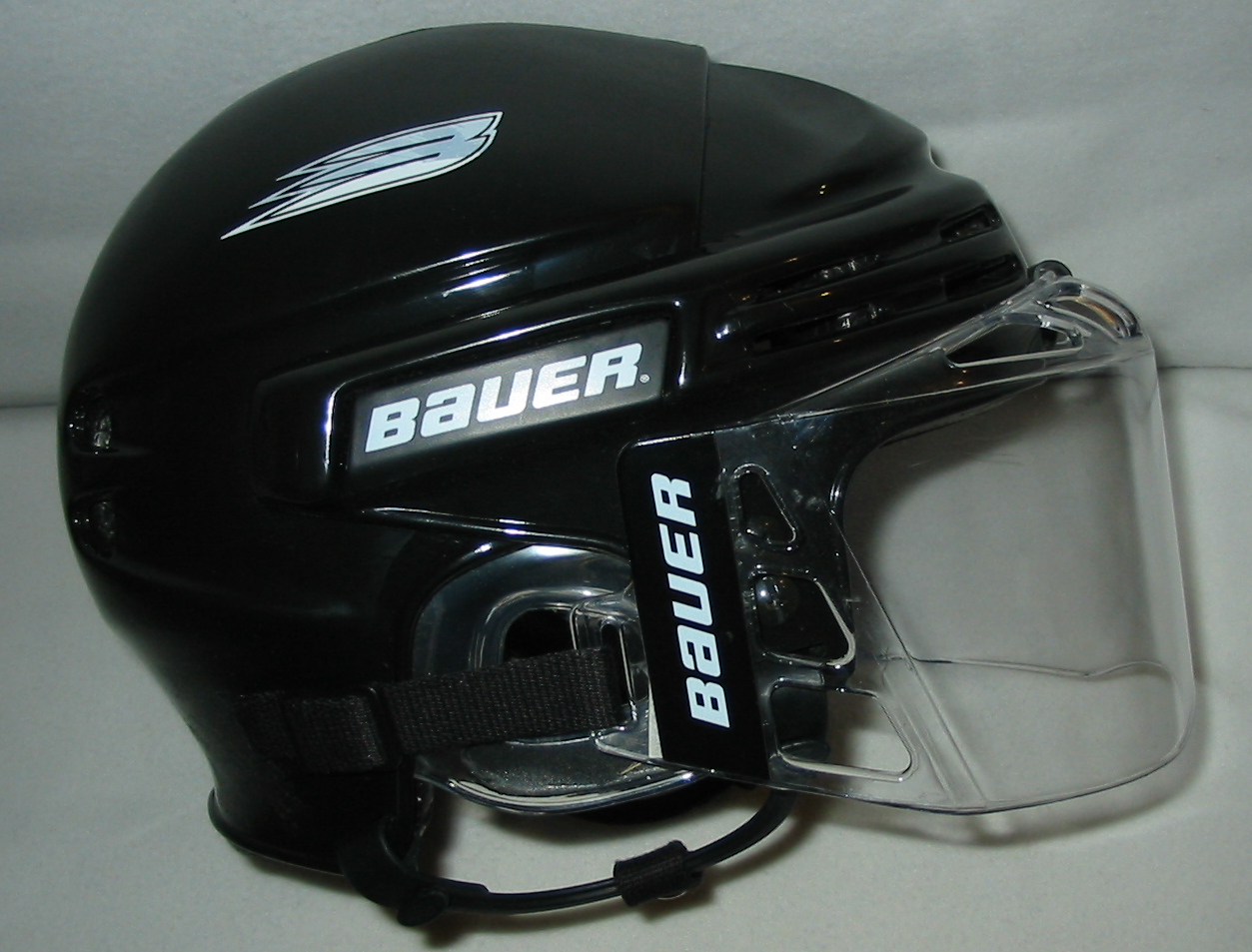
Casco de hockey sobre hielo, normalmente obligatorio.